# Mr. Garrity and the Graves
"Mr. Garrity and the Graves" is een aflevering van de Amerikaanse televisieserie The Twilight Zone. Het scenario werd geschreven door Rod Serling, gebaseerd op een verhaal van Mike Korologos.

## Plot

### Opening
Rod Serling stelt de kijkers voor aan Mr. Jared Garrity, een handelsreiziger uit het wilde westen. Behalve dat hij handelaar is, zou hij ook de doden tot leven kunnen brengen. Hij roept de kijkers op dit niet meteen van de hand te doen als een verzinsel, hoe ongeloofwaardig het ook lijkt. Het is het jaar 1890. Garrity is in het plaatsje Happiness, Arizona. Hij is zojuist een saloon binnen gegaan en zal zijn kunsten tonen. Want deze saloon bevindt zich in, de Twiligh Zone.

### Verhaal
Jared Garrity biedt de inwoners van het plaatsje Happiness aan om de doden van Boot Hill terug tot leven te brengen. Aanvankelijk gelooft niemand hem, maar wanneer hij voor hun ogen een dode hond weer tot leven brengt (althans, zo lijkt het), krijgen ze al meer respect voor hem.
Na het ritueel te hebben voorbereid, waarschuwt Garrity de inwoners dat sommige van de doden wellicht nog een appeltje te schillen hebben met de levenden. De inwoners beginnen zich ongemakkelijk te voelen bij de gedachte dat ze weer problemen die ze dachten te hebben begraven onder ogen moeten komen. Uiteindelijk smeken ze Garrity om het ritueel ongedaan te maken. Garrity wil dit wel doen, maar alleen tegen betaling.
Die avond rijden Garrity en zijn assistent het stadje uit met een goed gevulde beurs. Ze zeggen tegen elkaar hoe deze truc altijd weer werkt. Ze kunnen niet echt de doden weer tot leven brengen. Ze voeren gewoon een ritueel op met veel rook en spiegels. Maar terwijl Garrity en zijn assistent vertrekken, ziet de kijker dat in het stadje de doden wel degelijk weer tot leven komen. Een van hen zegt dat Garrity zijn eigen vaardigheden onderschat.

### Slot
Rod Serling omschrijft in zijn slotdialoog Garrity als een man die graag een charlatan zou zijn, maar niet op de hoogte is van zijn eigen kunnen.

## Rolverdeling
- John Dehner: Jared Garrity
- J. Pat O'Malley: Gooberman
- Stanley Adams: Jensen
- John Mitchum: Ace
- Percy Helton: Lapham
- Kate Murtagh: Zelda

## Trivia
- Deze aflevering staat op volume 37 van de dvd-reeks.